# Gladiator (banda sonora)
Gladiator es la banda sonora original de la película homónima del año 2000. Fue compuesta por Hans Zimmer y Lisa Gerrard y fue lanzada en 2000, con el título Gladiator: Music From the Motion Picture.  La Orquestra de Lyndhurst fue conducida por Gavin Greenaway.
El álbum ganó el Globo de Oro a la mejor banda sonora y fue también nominada a un Óscar y a un premio BAFTA en la misma categoría.

## Lista de canciones
1. "Progeny" – 2:13
2. "The Wheat"– 1:03
3. "The Battle"– 10:02
4. "Earth"– 3:01
5. "Sorrow"– 1:26
6. "To Zucchabar"– 3:16
7. "Patricide"– 4:08
8. "The Emperor Is Dead"– 1:21
9. "The Might of Rome"– 5:18
10. "Strength and Honor"– 2:09
11. "Reunion"– 1:14
12. "Slaves to Rome"– 1:00
13. "Barbarian Horde"– 10:33
14. "Am I Not Merciful?"– 6:33
15. "Elysium"– 2:41
16. "Honor Him"– 1:19
17. "Now We Are Free"– 4:14

## More Music From the Motion Picture
El 27 de febrero de 2001, un año después del lanzamiento de la primera banda sonora, Decca lanzó Gladiator: More Music From the Motion Picture. Este CD contenía 18 canciones de la película (incluyendo remixes de las canciones de la primera, como "Now We Are Free"). Muchas canciones usaron diálogos de la películas, como la frase de Maximus Decimus Meridius, "Father to a murdered son, husband to a murdered wife... and I will have my vengeance." (en español: Padre de un hijo asesinado, esposo de una esposa asesinada... y tendré mi venganza.")
Lista de canciones
1. "Duduk of the North" - 5:33 (duduk por Djivan Gasparyan y Sevak Sahakyan)
2. "Now We Are Free (Mix de Juba)" - 4:47
3. "The Protector of Rome" - 1:25 (con Russell Crowe como Maximus y Richard Harris como Marco Aurelio)
4. "Homecoming" - 3:35 (con Joaquin Phoenix como Cómodo y Russell Crowe)
5. "The General Who Became a Slave" - 3:03
6. "The Slave Who Became a Gladiator" - 6:11 (con Oliver Reed como Proximo y Russell Crowe como Maximus)
7. "Secrets" - 1:59
8. "Rome Is the Light" - 2:43
9. "All That Remains" - 0:54
10. "Maximus" - 1:09 (guitarra por Heitor Pereira)
11. "Marrakesh Marketplace" - 0:42
12. "The Gladiator Waltz" - 8:25 (con Russell Crowe, versión por Hans Zimmer)
13. "Figurines" - 1:01 (yangqin por Lisa Gerrard)
14. "The Mob" - 2:22
15. "Busy Little Bee" - 3:47 (con Connie Nielsen como Lucilla y Russell Crowe como Maximus)
16. "Death Smiles at Us All" - 2:29 (con Joaquin Phoenix como Cómodo y Russell Crowe como Maximus)
17. "Not Yet" - 1:32 (con Djimon Hounsou como Juba)
18. "Now We Are Free (Mix de Maximus)" - 6:21

## Special Anniversary Edition
Por el quinto aniversario de la película, una edición de CD doble fue lanzada combinando las 2 ediciones previas.

## Impacto musical
El estilo de Hans Zimmer ha influenciado a muchos compositores, quienes utilizaron elementos como las voces armónicas de mujeres y los "waltz de batalla" para películas históricas que le siguieron.
Harry Gregson-Williams, un miembro del equipo de producción de Zimmer, Media Ventures, se inspiró en la banda sonora de Gladiator para la de la película Kingdom of Heaven.
Críticos de música también declaró que la canción había sacado influencia de Richard Wagner, particularmente de temas como Sigfrido y Götterdämmerung, incluyendo la parte final de esta en "The Might of Rome" y "Am I Not Merciful?"
En 2003 Luciano Pavarotti lanzó la canción "Il gladiatore" de su álbum Ti Adoro. La canción está basada en el argumento de la película, el cual figura en la banda sonora en la canción cuatro, "Earth". Pavarotti le dijo a la revista Billboard que se suponía que tenía que cantar la canción de la película, "Pero dije que no en aquel entonces. Que mal. Es una canción magnífica y una película dura. Aun así, hay un montón de drama en tan solo una canción."
La versión "Il gladiatore" de esta canción fue cantada por Andrea Bocelli durante la final de la Liga de Campeones de la UEFA 2008-09 en Roma, donde el FC Barcelona venció al Manchester United F.C. y también durante la final de la Liga de Campeones de la UEFA 2015-16 en Milán, donde el Real Madrid C. F. se proclamó Campeón de Europa al derrotar al Club Atlético de Madrid.

## Controversias
En abril de 2006, una firma de abogados representando a Holst Foundation presentó una demanda declarando que Zimmer había infringido el copyright por The Planets de Gustav Holst. Se dijo que "The Battle" había infringido el copyright en "Mars, the bringer of war". Además, la canción "Barbarian Horde" repite parte de estos temas.